# Piz Giuv
Piz Giuv (niem. Schattig Wichel) – szczyt w Alp Glarneńskich, części Alp Zachodnich. Leży w Szwajcarii, na granicy kantonów Gryzonia i Uri. Należy do podgrupy Alp Glarneńskich właściwych. Szczyt można zdobyć ze schroniska Etzlihütte (2052 m) lub Treschhütte (1475 m). 
Pierwszego wejścia dokonał Placidus a Spescha w 1804 r.